# Козолето
Козолето (итал. Cosoleto) — коммуна в Италии, располагается в регионе Калабрия, подчиняется административному центру Реджо-Калабрия.
Население составляет 1006 человек (на 2004 г.), плотность населения составляет 30 чел./км². Занимает площадь 33 км². Почтовый индекс — 89050. Телефонный код — 0966.
Покровителем коммуны почитается святой Себастьян, мученик, празднование 20 января.